# Kemp (Texas)
Kemp è un centro abitato degli Stati Uniti d'America situato nella contea di Kaufman dello Stato del Texas.
La popolazione era di 1.154 persone al censimento del 2010.

## Geografia fisica
Kemp è situata a 32°26′14″N 96°13′33″W (32.437285, -96.225730), sulla parte settentrionale del Cedar Creek Lake.
Secondo lo United States Census Bureau, ha un'area totale di 1,8 miglia quadrate (4,7 km²), di cui 0,1 miglia quadrate (0,26 km², 2.75%) d'acqua.

## Società

### Evoluzione demografica
Secondo il censimento del 2000, c'erano 1.133 persone, 448 nuclei familiari e 301 famiglie residenti nella città. La densità di popolazione era di 640,5 persone per miglio quadrato (247,1/km²). C'erano 497 unità abitative a una densità media di 281,0 per miglio quadrato (108,4/km²). La composizione etnica della città era formata dall'89,14% di bianchi, l'8,65% di afroamericani, lo 0,18% di nativi americani, l'1,06% di altre razze, e lo 0,97% di due o più etnie. Ispanici o latinos di qualunque razza erano il 5,38% della popolazione.
C'erano 448 nuclei familiari di cui il 31,9% aveva figli di età inferiore ai 18 anni, il 48,2% aveva coppie sposate conviventi, il 14,5% aveva un capofamiglia femmina senza marito, e il 32,8% erano non-famiglie. Il 30,8% di tutti i nuclei familiari erano individuali e il 17,6% aveva componenti con un'età di 65 anni o più che vivevano da soli. Il numero di componenti medio di un nucleo familiare era di 2,43 e quello di una famiglia era di 3,04.
La popolazione era composta dal 26,5% di persone sotto i 18 anni, il 7,8% di persone dai 18 ai 24 anni, il 24,2% di persone dai 25 ai 44 anni, il 21,4% di persone dai 45 ai 64 anni, e il 20,1% di persone di 65 anni o più. L'età media era di 38 anni. Per ogni 100 femmine c'erano 80,1 maschi. Per ogni 100 femmine dai 18 anni in giù, c'erano 80,7 maschi.
Il reddito medio di un nucleo familiare era di 34.191 dollari e quello di una famiglia era di 42.083 dollari. I maschi avevano un reddito medio di 32.500 dollari contro i 25.417 dollari delle femmine. Il reddito pro capite era di 16.012 dollari. Circa il 10,4% delle famiglie e il 15,7% della popolazione erano sotto la soglia di povertà, incluso il 21,1% di persone sotto i 18 anni e il 20,1% di persone di 65 anni o più.